# Davis-Cup-Mannschaft von Aruba
Die Davis-Cup-Mannschaft von Aruba ist die Tennisnationalmannschaft der niederländischen Insel und Teilstaat Aruba.

## Geschichte
2007 nahm Aruba erstmals am Davis Cup teil. Seitdem kam die Mannschaft jedoch nicht über die Amerika-Gruppenzone III hinaus. Bester Spieler ist Gian Hodgson mit 15 Siegen bei insgesamt 20 Teilnahmen. Er ist damit gleichzeitig Rekordspieler seines Landes.